# Транспорт в Сърбия
Транспортът в Сърбия се състои от въздушен, железопътен, пътен и воден транспорт.

## Въздушен транспорт
В Сърбия има 26 летища към 2013 г., което поставя страната на 127-о място в света от 236 страни. От тях 10 са с асфалтирани писти, две са с дължина над 3047 m, три са с дължина между 2438 и 3047 m, три – с дължина между 1524 и 2438 m и две са с дължина до 1524 m. Страната разполага и с два хелипорта. 

## Железопътен транспорт
По данни от 2014 г. Сърбия разполага с железопътни линии с дължина 3808 km от които 1196 km са електрифицирани. По този показател страната е на 46-о място от 136 страни в света. 

## Автомобилен транспорт
В Сърбия има пътища с обща дължина 44 248 km, от които 28 000 са асфалтирани и 16 248 не са. Страната е на 80-о място в света от 223 страни по данни от 2010 г. 
Сърбия разполага с три автомагистрали:
- A1: Сегед, Унгария – Суботица – Нови Сад – Мост Бешка – Белград – Ниш – Лесковац – Гърделица – Враня – Прешево – Куманово, Република Македония.
- A3: Славонски брод, Хърватия – Шид – Белград.
- A4: Ниш – Нишка Баня – Пирот – Цариброд – София, България.

Магистралите в Сърбия са платени, като заплащането се извършва на специални будки на магистралите. 

## Воден транспорт
Най-вече по реките Дунав и Сава има водни пътища с дължина 587 km по данни от 2009 г. Има речно пристанище в Белград. 